# Феллоген

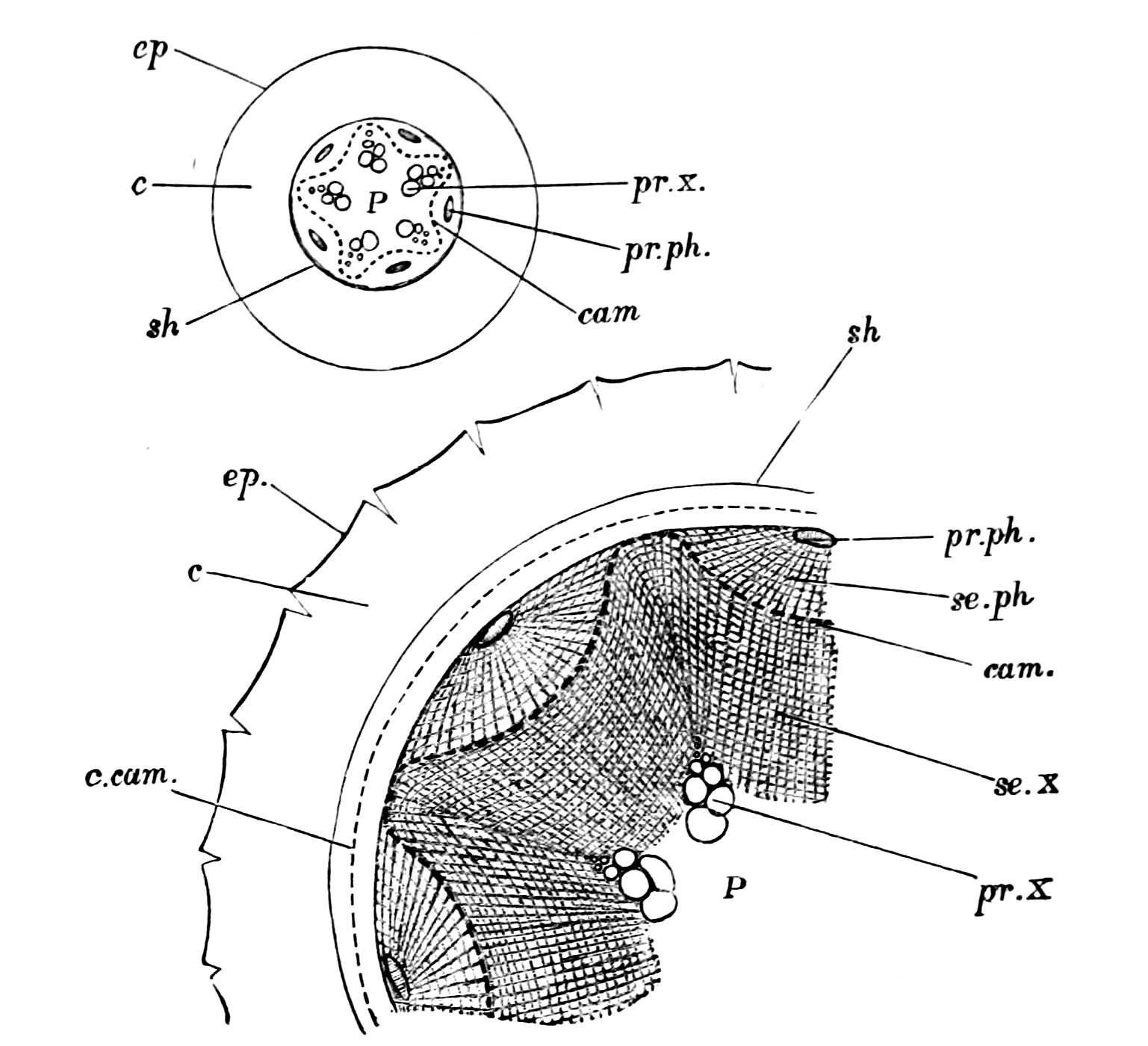
Поперечный срез корня дуба. c.cam — феллоген.

Феллоге́н (от греч. φελλος — пробка и греч. γεννητικός — порождающий), или про́бковый ка́мбий — меристема, производная постоянных тканей, дающая начало феллодерме и феллеме (пробке) — вторичной покровной ткани. Имеется в стеблях, корнях, клубнях и корневищах многолетних (реже однолетних) растений.

## Образование и строение
Вначале клетки феллогена вычленяются двумя последовательными периклинальными (параллельными поверхности) делениями из живых клеток постоянных тканей. Он может возникать из эпидермы (стебли яблони, ивы), субэпидермального слоя (стебли берёзы, липы, бузины), более глубоких слоев первичной коры (стебли барбариса, сосны) или перицикла (стебли малины, смородины, спиреи и корни большинства растений), а также флоэмы (стебли винограда). Из трёх образовавшихся клеток средняя становится клеткой феллогена. Клетки феллогена также делятся периклинально, отчленяя наружу клетки феллемы (пробки), а внутрь — феллодермы.
Феллоген представляет собой однослойную меристему, состоящую из коротких клеток, таблитчатых в поперечном сечении. Питание феллогена осуществляется низлежащей немногослойной тканью — феллодермой.